# Kaiserpfalz Hagenau
Die Kaiserpfalz von Hagenau (französisch: Palais oder Château impérial de Haguenau) war eine staufische Herzogs- und später Königspfalz in der unterelsässischen Stadt Hagenau. Sie war die am häufigsten aufgesuchte Pfalz der Stauferkönige und -kaiser. Nach deren Aussterben wurde sie zum Sitz der Landvogtei Unterelsass. Als im Pfälzischen Erbfolgekrieg die Truppen Ludwigs XIV. die Pfalz verwüsteten, wurde 1678 auch die Hagenauer Kaiserpfalz zerstört. Ihre Überreste wurden 1687 als Baumaterial für die Grenzfestung Fort-Louis verwendet. 

## Lage

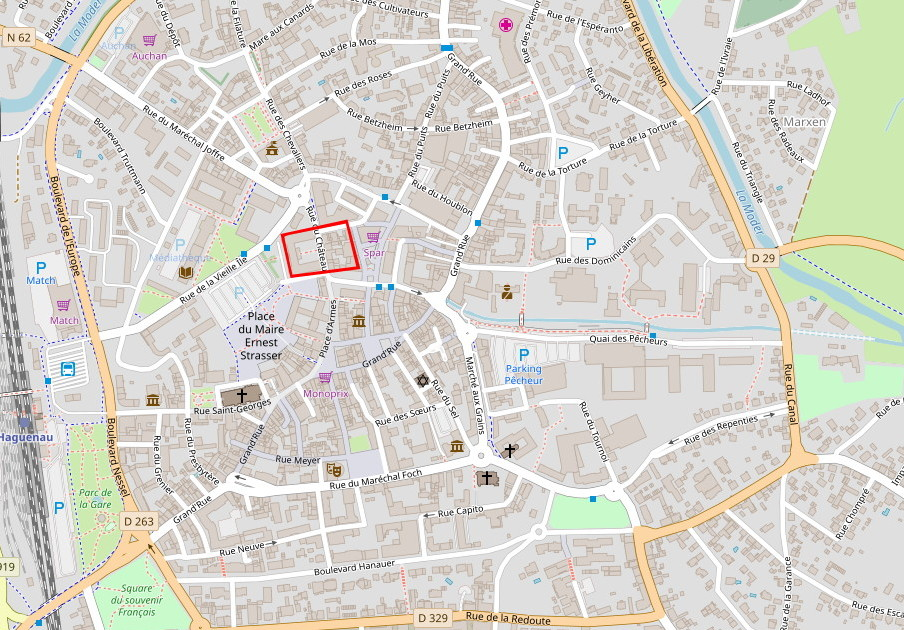
Lage der Pfalz

Maison de Retraite (Altersheim)
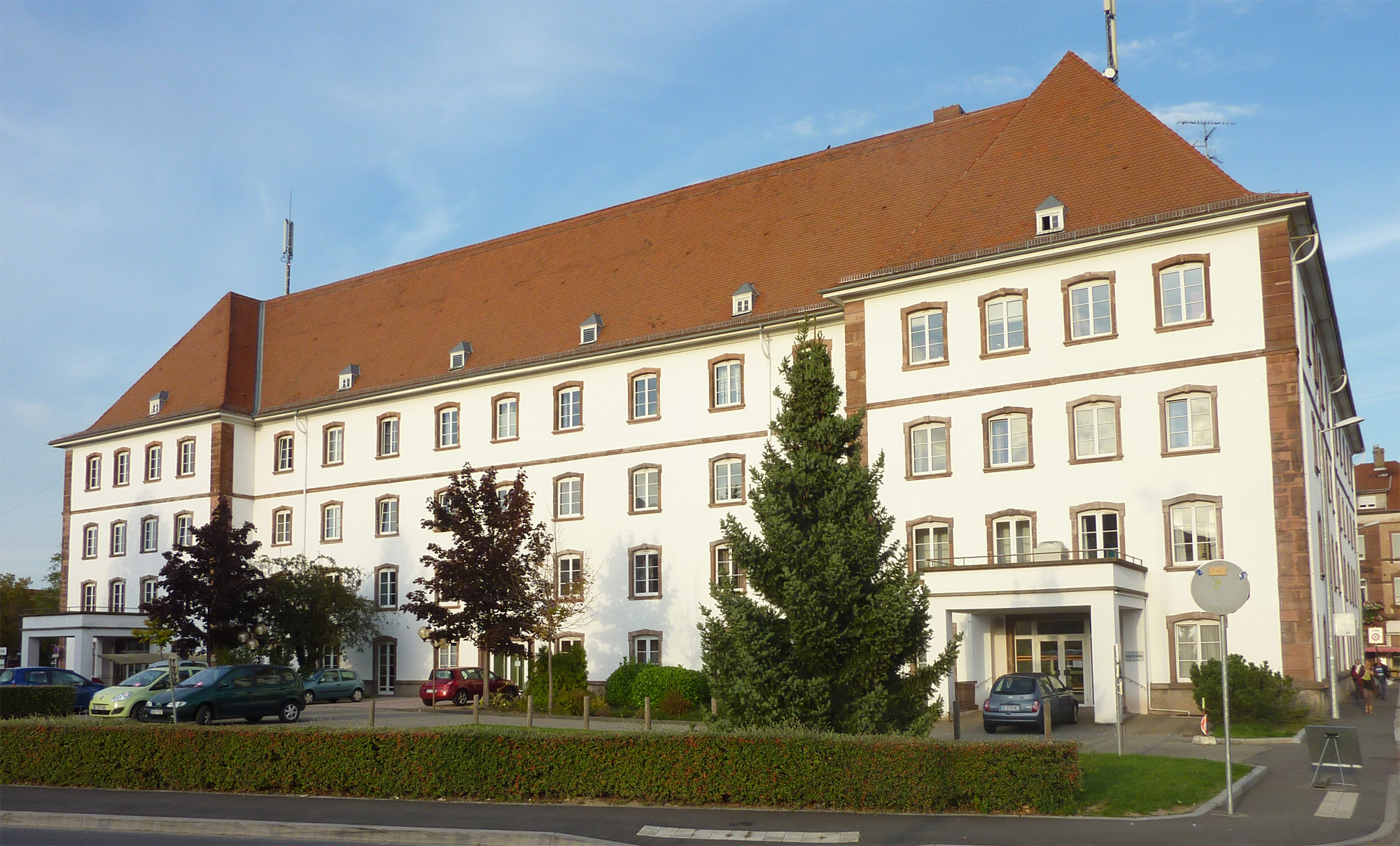
Ehem. Jesuitenkolleg
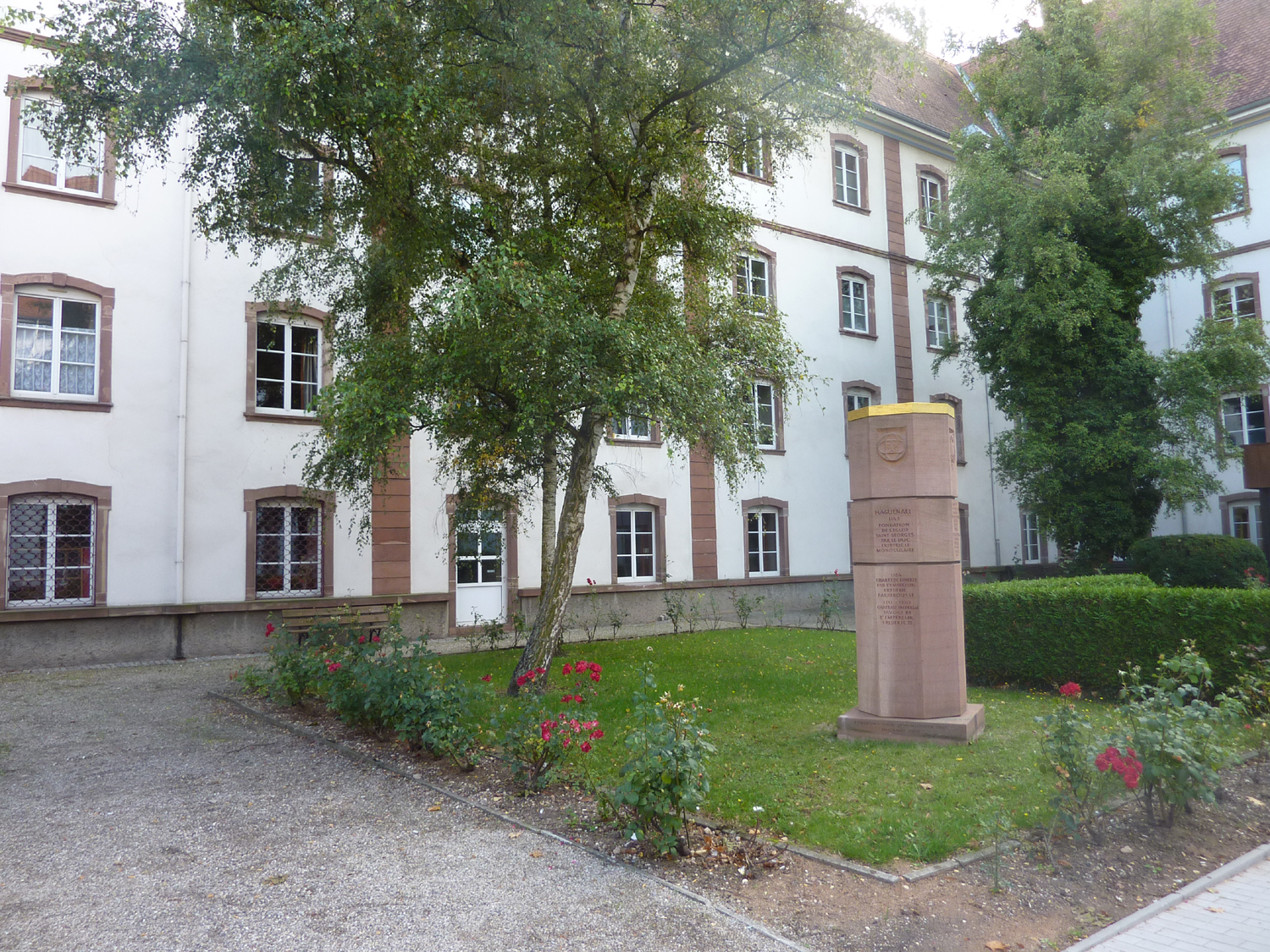
Stauferstele im Innenhof
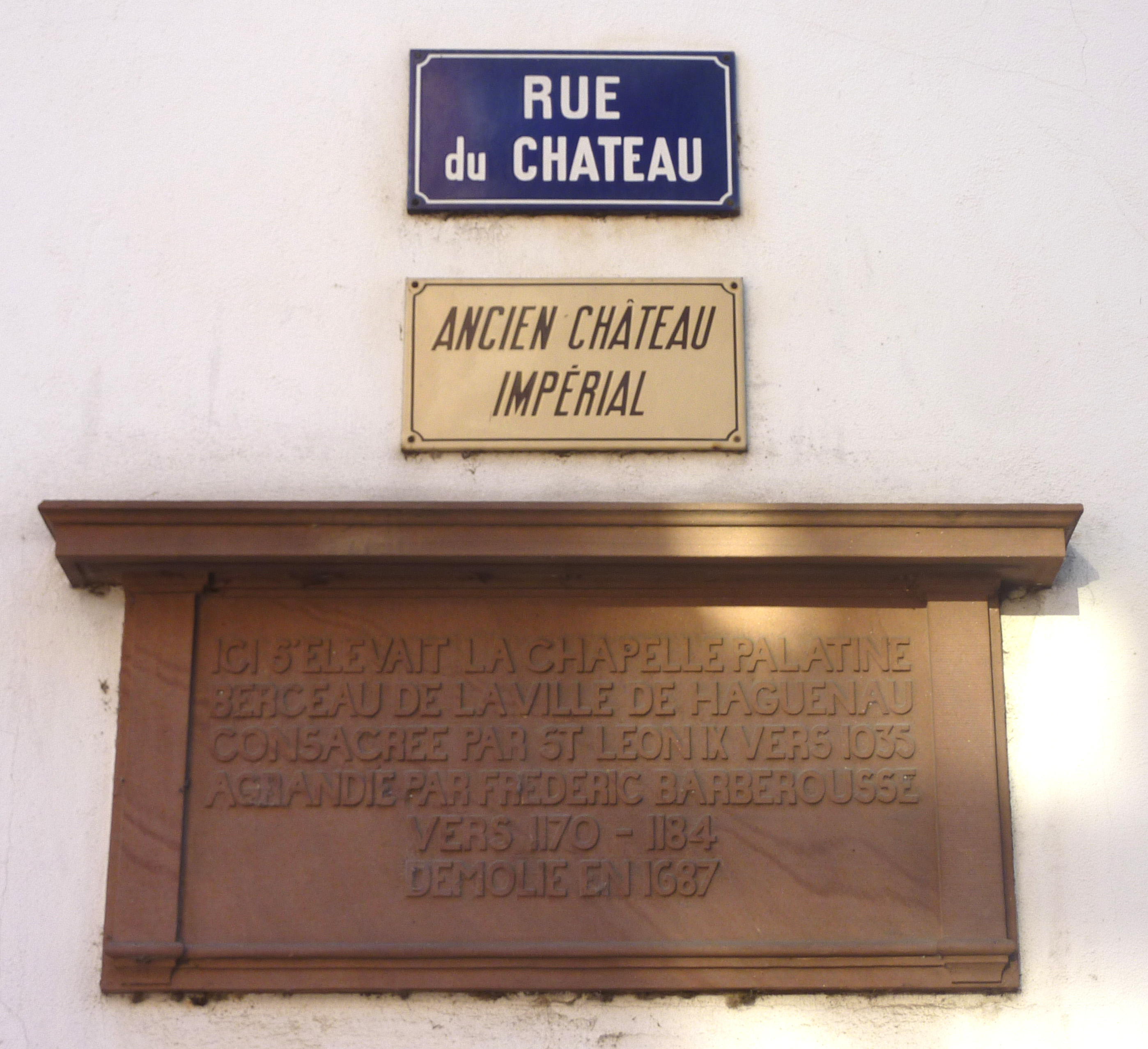
Gedenktafel

Die Pfalz lag auf einer von der Moder umflossenen Insel, die von der heutigen Rue du Château (Burgstraße) durchquert wird. Die Flussinsel existiert heute nicht mehr, ihre Uferlinien entsprechen den heutigen Straßen Rue de la Vieille Île im Norden und Rue de la Moder im Süden. Die einst von Mauern mit Türmen umgrenzte Pfalz erstreckte sich in etwa zwischen den heutigen Straßen Rue de la Vieille Île, Place Barberousse und Passage Barberousse im Norden, dem schmalen Pfad zwischen Rue des Chaudronniers und Rue de la Moder im Osten und Rue de la Moder im Süden. Nach Westen hin, südlich des damaligen Ufers Rue de la Vieille Île, erstreckten sich die Gärten der Pfalz auf einer schmalen Fortsetzung der Insel, deren westliches Ende in der U-förmigen Rue du Maire Georges Weiss noch angedeutet ist. 
Das Aussehen der burgartigen Anlage wurde in 3D rekonstruiert und ist auf YouTube abrufbar.
Die Altstadt entstand zunächst südlich der Insel, später auch nördlich und rundherum. Sichtbare bauliche Reste der Pfalz sind nicht erhalten, doch dürften sich ihre Grundmauern unter dem barocken Jesuitenkolleg (heute Altersheim) und dem östlich gegenüberliegenden Häuserblock sowie den nördlich benachbarten Grundstücken befinden; das Kolleg besetzt nur ein gutes Viertel des einstigen Pfalzgeländes.

## Geschichte
Teile des bei Hagenau gelegenen Heiligen Forsts (franz. Forêt de Haguenau) gehörten durch die Heirat von Friedrich von Büren mit Hildegard von Egisheim, der Tochter des Grafen Gerhard I. von Egisheim, seit Mitte des 11. Jahrhunderts als Hildegards Mitgift zum Besitz der Herzöge von Schwaben, die später die Staufer genannt wurden. Er ist bis heute der größte zusammenhängende Wald im Elsass; der lichte Kiefern- und Eichenwald auf überwiegend sandigen Böden nahe den Rheinauen ist ein ideales Habitat für Rotwild. Deshalb wurde er ein bevorzugtes Jagdgebiet der staufischen Herzöge und späteren römisch-deutschen Könige und Kaiser. Seinen Namen trägt der Forst von den acht ihn umgebenden Klöstern. 
Zur Zeit des Fränkischen Reiches war der Wald vermutlich Königsgut. Kleinere Teile des Forstes kamen als Schenkungen an die Klöster, andere kamen in den Gemeindebann umliegender Orte, die ihn durch Rodung verkleinerten. Neben den Kaisern aus dem Hause der Salier, die das alte Königsgut besaßen, waren die Grafen von Egisheim und die Grafen von Mömpelgard in den Allodialbesitz von je etwa einem Drittel des Forstes gekommen, wobei es nicht zu einer Realteilung kam, sondern die Nutzung und die Früchte des Waldes ideell gedrittelt waren. Der Egisheimer Anteil kam als Mitgift der Hildegard von Egisheim an deren Gemahl, den Staufer Friedrich von Büren. Der Mömpelgarder Anteil gelangte mit der gesamten Grafschaft Mömpelgard als Mitgift der Ermentrude von Burgund an deren Ehemann Dietrich von Mousson und später auf dem Erbweg an den Grafen Peter von Lützelburg und seine Söhne. Daraus erbte wohl bereits Agnes von Waiblingen, die Tochter Kaiser Heinrichs IV., einen Anteil und brachte diesen an ihren Gemahl Friedrich I. von Staufen, Herzog von Schwaben, der bereits den Egisheimer Anteil geerbt hatte. Den anderen Anteil erbte ihr Bruder, Kaiser Heinrich V., der letzte Salier, der ihn nach seinem Tode 1125 seinem Neffen Friedrich II., Herzog von Schwaben, hinterließ. Damit war dieser Staufer, genannt der Einäugige, zum Besitzer von zwei Dritteln des verbliebenen Wildbannforsts geworden. Zu Beginn des 12. Jahrhunderts ließ er auf einer Insel im Fluss Moder am südlichen Rand des Heiligen Forsts ein Jagdschloss errichten und stiftete auch das Kloster Koenigsbruck. Friedrich von Schwaben ließ sich 1147 im nahegelegenen Kloster Sankt Walburga bestatten. 
Friedrichs des Einäugigen Sohn, Kaiser Friedrich I. Barbarossa, baute das Jagdschloss seines Vaters zur Königspfalz aus, um die sich schließlich die Stadt Hagenau entwickelte. Barbarossa zwang das Kloster Neuburg, welchem Graf Reginald von Lützelburg 1143 seinen Drittel-Anteil am Heiligen Forst hinterlassen hatte, diesen gegen ein Hofgut Seinhoren zu tauschen. Infolge dieses Tausches war nunmehr König Friedrich Alleineigentümer des Heiligen Forstes geworden. Die Königspfalz Hagenau war mit 80 Aufenthalten die mit Abstand am häufigsten von römisch-deutschen Königen und Kaisern besuchte Pfalz der Stauferzeit, also deutlich mehr als beispielsweise Nürnberg, Frankfurt, Worms oder Speyer. Barbarossa war zwischen 1153 und 1189 neunmal in Hagenau, Heinrich VI. achtmal, wobei er 1193 über Richard Löwenherz Gericht hielt. Außerdem waren Philipp von Schwaben, Otto IV., Friedrich II., Heinrich (VII.) und Konrad IV. dort. Kaiser Friedrich II., der als König von Sizilien meist in Italien lebte, zog bei seinen Aufenthalten in Deutschland Hagenau den anderen Kaiserpfalzen vor. Das milde Klima der Oberrheinischen Tiefebene mag dabei ebenso eine Rolle gespielt haben wie die vom Kaiser sehr geliebte Falkenjagd, für die der Heilige Forst und die Rheinauen gute Gelegenheit boten. 

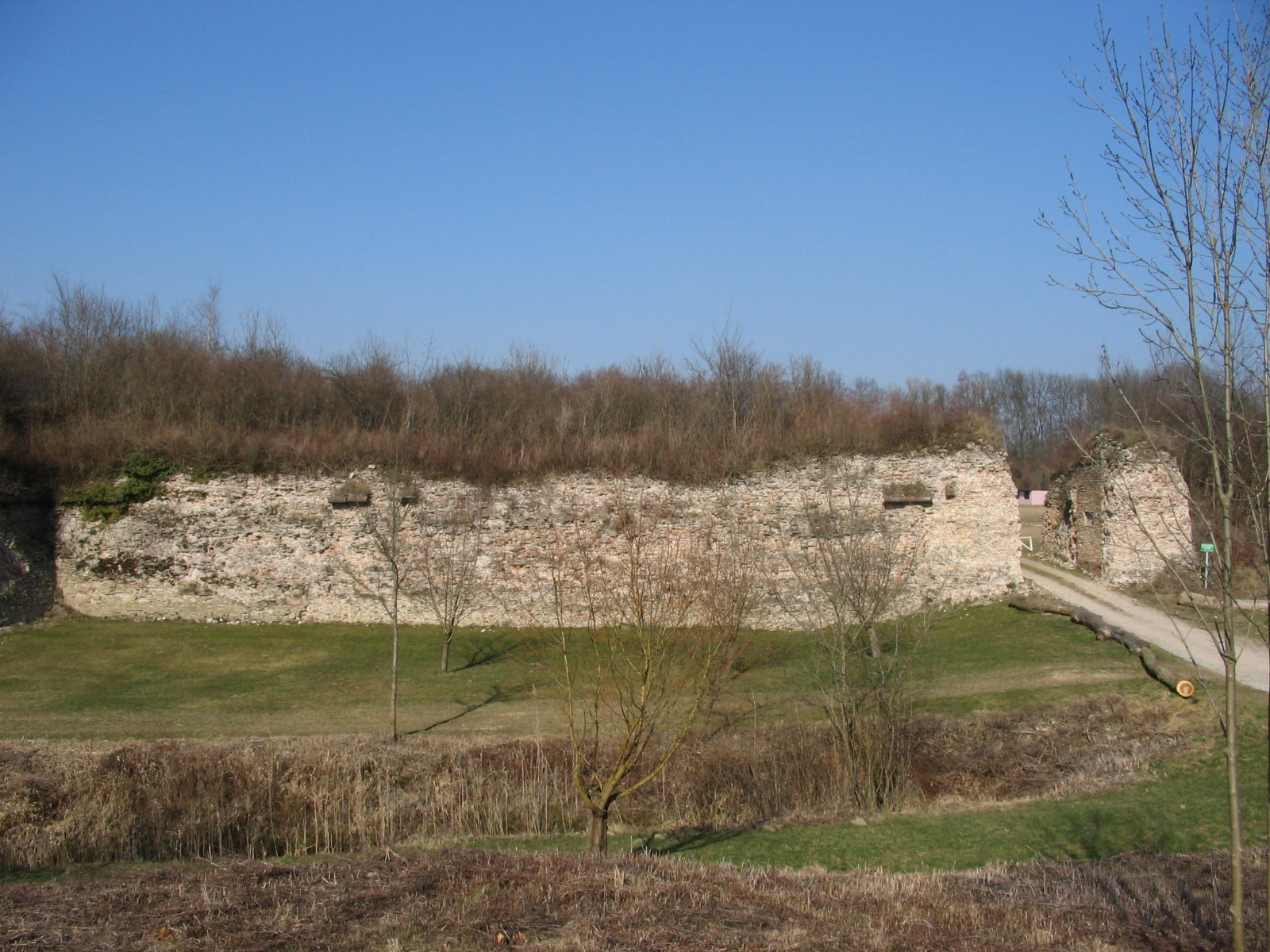
Die aus den Steinen der Pfalz errichtete Grenzfestung Fort-Louis

Wahrscheinlich von 1153 bis 1208, als sie auf Burg Trifels gelangten, wurden in der Pfalz die Reichskleinodien aufbewahrt. Mit dem Aussterben der Staufer (Tod Konradins 1268) wurde die Königspfalz mit dem Heiligen Forst dem Reichsgut zugeschlagen, weshalb der Forst seither auch Hagenauer Reichswald genannt wurde. Nach dem Ende der Stauferzeit verlor die Pfalz an Bedeutung. Ab 1280 bis ins 17. Jahrhundert war sie Amtssitz der Landvögte im Elsass (Landvogtei Unterelsass). Bei der Brandschatzung von Hagenau durch Marschall von Créqui im Jahr 1678 wurde auch die Pfalz zerstört. 1687 wurde sie abgerissen, um die Steine als Baumaterial für die 25 km östlich von Hagenau am Rhein erbaute Vaubansche Grenzfestung Fort-Louis zu verwenden. An der Stelle der Pfalz wurde zwischen 1729 und 1739 ein Jesuitenkolleg errichtet, das heute als Maison de retraite (Altenheim) genutzt wird.
Im Innenhof der Maison de Retraite steht als Erinnerung an die Pfalz seit 2012 eine Stauferstele, die ursprünglich, seit 2006, ihren Platz in der Rue de la Moder hatte. Außerdem ist am Gebäude eine Gedenktafel angebracht.

## Pfalzkapelle

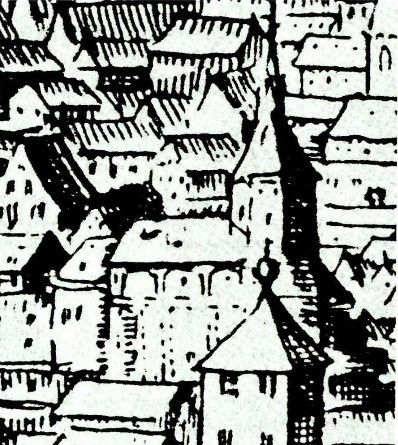
Kapelle auf einem Stich von van der Heyden 1622

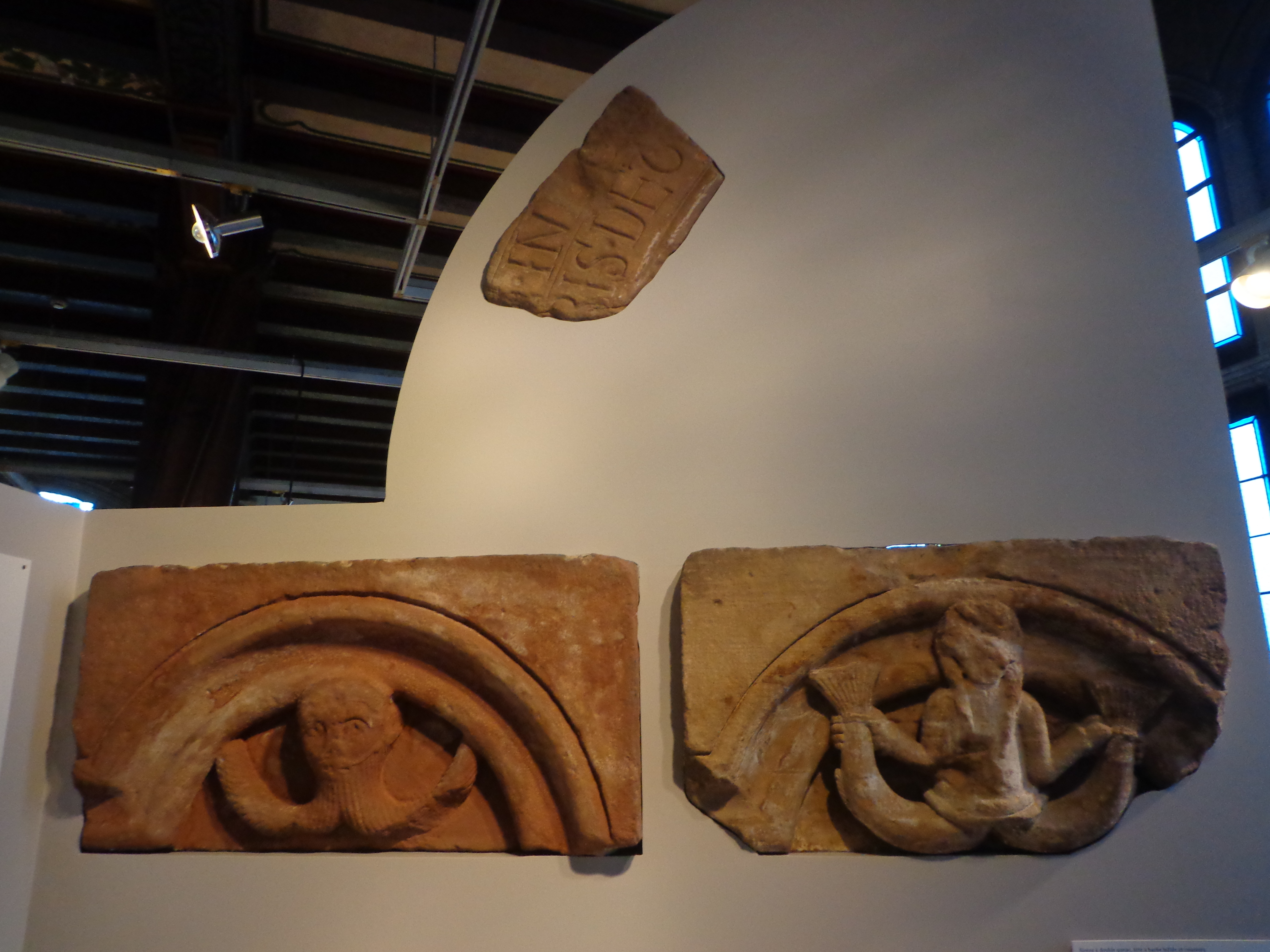
Überreste der Pfalzkapelle im Historischen Museum von Hagenau

Das am besten untersuchte Gebäude der Pfalz ist die romanische Kapelle. Anhand historischer Ansichten, schriftlicher Quellen und Grabungsbefunden ließ sich ein recht klares Erscheinungsbild rekonstruieren. Wie die meisten Pfalzkapellen hatte sie zwei Geschosse, als Baukörper eigentlich drei. Sie war dreijochig, hatte zwei kleine Seitenschiffe, zwei Apsiden und einen achteckigen Turm. Im dritten Geschoss befand sich die Schatzkammer als Aufbewahrungsort der Reichskleinodien. Der oktogonale Querschnitt des Turms wurde von der älteren Forschung auf das Vorbild der Pfalzkapelle Aachen bezogen, zumal es im Elsass in Ottmarsheim eine achteckige Kapelle aus dem 11. Jahrhundert in unmittelbarer Anlehnung an Aachen und mit Eguisheim, Guebwiller und Wangen noch drei oktogonale Stauferburgen gibt. Der von Thomas Biller rekonstruierte Grund- und Aufriss erinnert jedoch eher an byzantinische Sakralbauten; auffallende Ähnlichkeiten bestehen zudem mit der Doppelkirche St. Maria und Clemens in Schwarzrheindorf. Datiert wird die Hagenauer Kapelle in die Zeit um 1180. Wenige architektonische Fragmente wie Skulpturen und Bogenfriese, die in enger Beziehung zur Bauplastik des Wormser Doms stehen, befinden sich im historischen Museum von Hagenau.